# Igbaras
Igbaras is een gemeente in de Filipijnse provincie Iloilo op het eiland Panay. Bij de laatste census in 2010 telde de gemeente ruim 31 duizend inwoners.

## Geografie

### Bestuurlijke indeling
Igbaras is onderverdeeld in de volgende 46 barangays:
| - Alameda - Amorogtong - Anilawan - Bagacay - Bagacayan - Bagay - Balibagan - Barangay 1 Poblacion - Barangay 2 Poblacion - Barangay 3 Poblacion - Barangay 4 Poblacion - Barangay 5 Poblacion - Barangay 6 Poblacion - Barasan - Binanua-an - Boclod | - Buenavista - Buga - Bugnay - Calampitao - Cale - Corucuan - Catiringan - Igcabugao - Igpigus - Igtalongon - Indaluyon - Jovellar - Kinagdan - Lab-on - Lacay Dol-Dol | - Lumangan - Lutungan - Mantangon - Mulangan - Pasong - Passi - Pinaopawan - Riro-an - San Ambrosio - Santa Barbara - Signe - Tabiac - Talayatay - Taytay - Tigbanaba |

## Demografie
Igbaras had bij de census van 2010 een inwoneraantal van 31.347 mensen. Dit waren 1.930 mensen (6,6%) meer dan bij de vorige census van 2007. Ten opzichte van de census van 2000 was het aantal inwoners gegroeid met 3.469 mensen (12,4%). De gemiddelde jaarlijkse groei in die periode kwam daarmee uit op 1,18%, hetgeen lager was dan het landelijk jaarlijks gemiddelde over deze periode (1,90%).

De bevolkingsdichtheid van Igbaras was ten tijde van de laatste census, met 31.347 inwoners op 148,72 km², 210,8 mensen per km².